# Castel del Monte
Castel del Monte è un castello del XIII secolo, fatto costruire da Federico II di Svevia, imperatore del Sacro Romano Impero e re di Sicilia. È stato costruito sulla sommità di una collina a 539 metri s.l.m nell'altopiano pugliese delle Murge settentrionali. Si trova nell'omonima frazione del comune italiano di Andria, sita a 17 km dalla città, nei pressi della località di Santa Maria del Monte. Inserito nell'elenco dei Patrimoni dell'umanità dell'UNESCO nel 1996, nel 2014 è stato il trentesimo sito statale italiano più visitato, con 206 924 visitatori e un introito lordo totale di 518 960 Euro. Inoltre è raffigurato sulla versione italiana della moneta da 1 centesimo.

## Storia
Tra le prime testimonianze scritte riguardanti la costruzione dell'edificio è ben conosciuta la lettera inviata dall'Imperatore Federico II Hohenstaufen il 29 gennaio 1240 da Gubbio, con la quale ordinò al giustiziere di Capitanata Riccardo da Montefuscolo che venissero predisposti i materiali e tutto il necessario per la costruzione di un castello presso la chiesa e monastero di Santa Maria del Monte (non più esistenti) «quod apud Sanctam Mariam de Monte fieri volumus» (che presso S. Maria del Monte vogliamo sia costruito).
Un'importante testimonianza che riguarda il Monastero di Santa Maria del Monte è la Bolla Dignitatem ecclesiis privilegio di papa Callisto II del 6 novembre 1120 diretto all'Arcivescovo di Trani, Bisanzio II; questa documenta l'esistenza in tale data del Monastero di Santa Maria del Monte e la sua appartenenza alla città ed all'arcidiocesi di Trani: "-(...); monasterium Sanctae Mariae de Monte, quod in territorio Tranensis civitatis situm est, (...).-;" Trad.: "Il monastero di Santa Maria del Monte, che si trova nel territorio della città di Trani" (il testo completo in latino e la relativa traduzione sono nelle note).
Nel 1226 Federico II incontrò Leonardo Fibonacci a Pisa e la geometria della costruzione risentì della serie di Fibonacci e della Sezione aurea.
Lo stato di avanzamento dei lavori al 1240 non è ancora chiaro: secondo alcuni studiosi, infatti, la costruzione del castello in quella data potrebbe già essere giunta alle coperture.
Incerta è anche l'attribuzione a un preciso architetto: alcuni riconducono l'opera a Riccardo da Lentini ma molti sostengono che a ideare la costruzione fu lo stesso Federico II. Pare che sia stato costruito sulle rovine di una precedente fortezza prima longobarda e poi normanna. Probabilmente alla morte di Federico II (avvenuta nel 1250) l'edificio non era ancora terminato.
Dai tempi dell'imperatore Federico fino a Giovanna I, regina di Napoli, questa splendida fortezza fu sempre denominata "Castello di Santa Maria del Monte". La prima volta che fu descritto senza l'appellativo "Santa Maria", quindi semplicemente "Castel del Monte" è in un decreto di re Ferdinando d'Aragona, datato dal Castello di Altamura, il 1º dicembre 1463. Fu raramente adibito a feste; fra queste nel 1246 si ricordano le nozze di Violante, figlia naturale di Federico e Bianca Lancia, con il conte di Caserta Riccardo Sanseverino.
Castel del Monte è stato anche un luogo destinato alla funzione di carcere. Sotto il Regno di Manfredi vi fu imprigionato Marino da Eboli dopo la congiura del 1253. Sotto la giurisdizione di Carlo I vi furono imprigionati, in via del tutto segreta e sotto la custodia del castellano Golardo Saumeri, i figli piccoli di Manfredi: Enrico, Federico, Enzio e Corrado di Caserta con Enrico di Castiglia.
Nel 1528, a causa di una spedizione francese nel Regno di Napoli, Castel del Monte fu devastato e bombardato. L'8 settembre 1552 fu venduto al Conte di Ruvo, Don Fabrizio Carafa, al prezzo di 100.000 Ducati. Negli anni a seguire, i Carafa nominavano i castellani e vi impiantarono una panetteria con mulino e un forno. Per i Carafa fu un incantevole luogo di villeggiatura. A partire dal XVII secolo seguì un lungo periodo d'abbandono, durante il quale il castello venne spogliato degli arredi e delle decorazioni parietali di marmo (le cui tracce restano visibili solo dietro i capitelli) e divenne, oltre che carcere, anche un ricovero per pastori, briganti e profughi politici. Nel 1876 il castello, in condizioni di conservazione estremamente precarie, venne infine acquistato (per la somma di 25000 £) dallo Stato italiano, che ne predispose il restauro a partire dal 1879.
Il 24 giugno 1883 il cavaliere Buongiovannini, ispettore centrale dei monumenti presso il Ministero della Pubblica Istruzione, e l'ingegnere del Genio Civile Francesco Sarlo tennero un convegno sul restauro del manufatto. Nel 1928 il restauro diretto dall'architetto Quagliati rimosse il materiale di risulta all'esterno del castello e demolì parte delle strutture pericolanti, ricostruendole in seguito per dare al castello un aspetto "ringiovanito". Questo non ne arrestò il degrado e si dovette procedere a un ulteriore restauro tra il 1975 e il 1981.
Nel 1996 l'UNESCO lo inserì nella lista dei Patrimoni dell'umanità per il rigore matematico ed astronomico delle sue forme e per l'armoniosa unione degli elementi culturali del nord Europa, del mondo islamico e dell'antichità classica, tipico esempio di architettura del medioevo.

## Descrizione

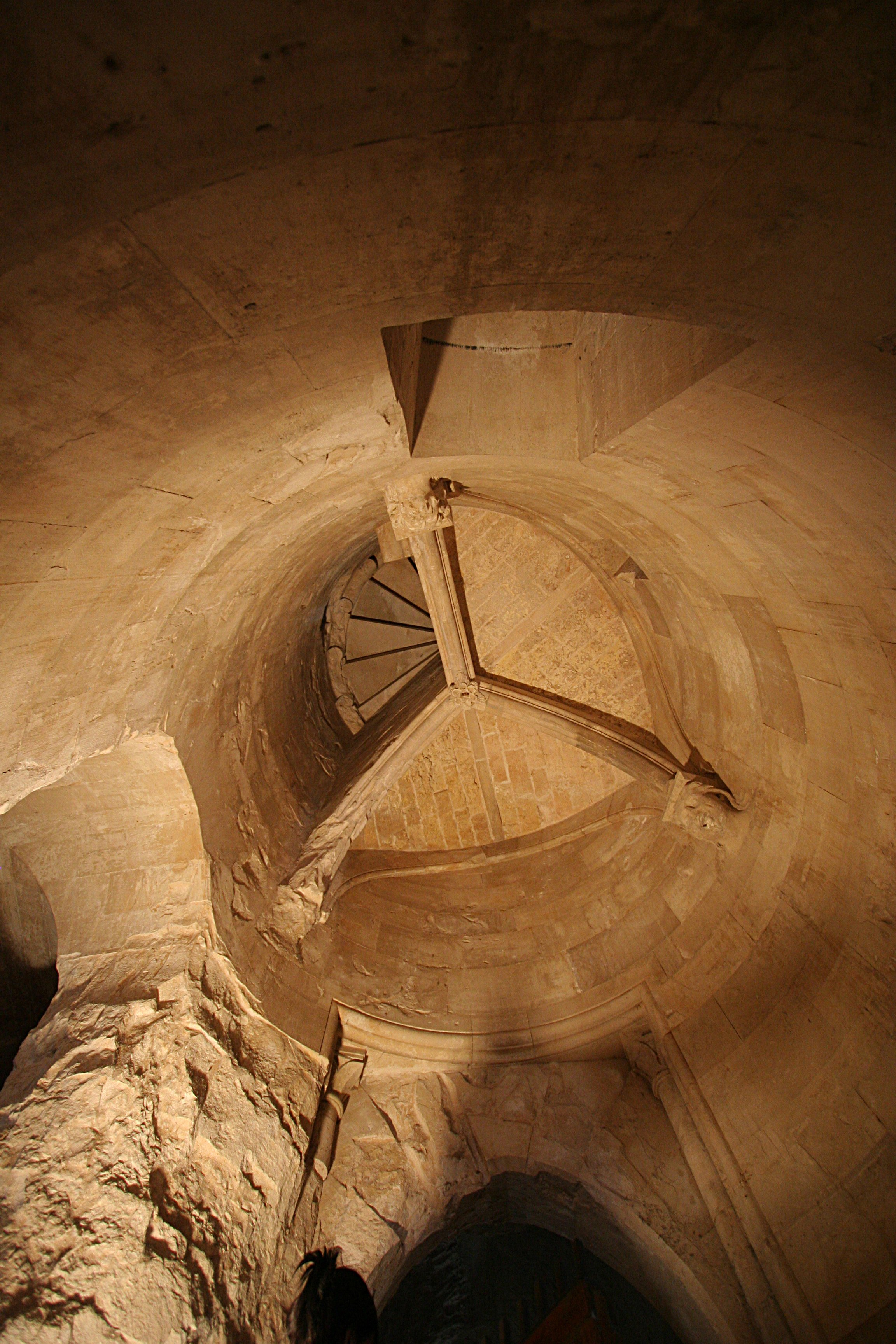
La tromba di una delle scale a chiocciola

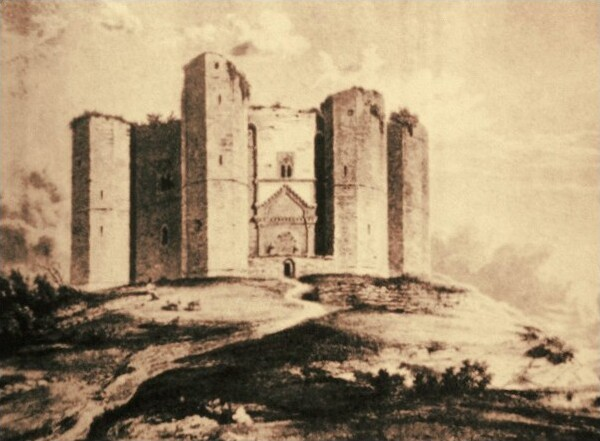
Il castello in una stampa del 1890

L'edificio è a pianta ottagonale (lato esterno: 10,30 m, trapezio tra le torri più diametro di ogni torre: 7,90 m) e a ogni spigolo si innesta una torretta a sua volta ottagonale (lato 2,70 m), mentre l'ottagono che corrisponde alla corte interna ha lati la cui misura varia tra i 6,89 m e i 7,83 m. Il diametro del cortile interno è di 17,86 m. Il diametro dell'intero castello è di 40 m, mentre il diametro di ogni torre è di 7,90 m. Le torri sono alte 23 m e superano di poco l'altezza delle pareti del cortile interno (20,50 m).

### Interno

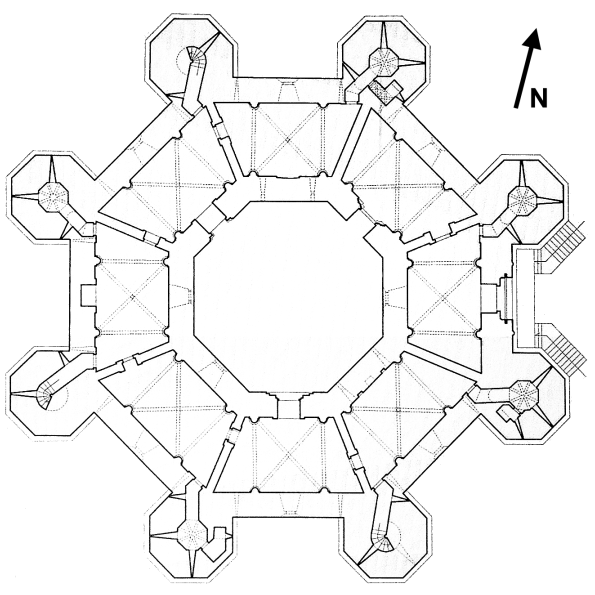
Pianta

Lo spazio interno è suddiviso in due piani, rialzati rispetto al piazzale antistante di 3 e 9,5 metri rispettivamente. Le stanze, trapezoidali, sono divise da muri che congiungono gli spigoli dell'ottagono interno e gli spigoli di quello esterno, dove si impostano le omologhe torri. Il problema della copertura delle stanze è risolto scomponendo il trapezio iniziale in un quadrato centrale e due triangoli laterali. Il quadrato centrale è coperto da una volta a crociera, mentre i due triangoli laterali sono sovrastati da due spicchi di volta a botte per ciascuna stanza. Al centro di ogni volta a crociera, nell'intersezione tra i costoloni, fuoriesce dall'intradosso una chiave di volta "estradossata" diversa per ogni stanza. I costoloni non hanno una funzione di portanza statica, ma solo decorativa. Le volte a botte sono costruite seguendo l'andamento dei muri esterni relativi a quella parte della costruzione.

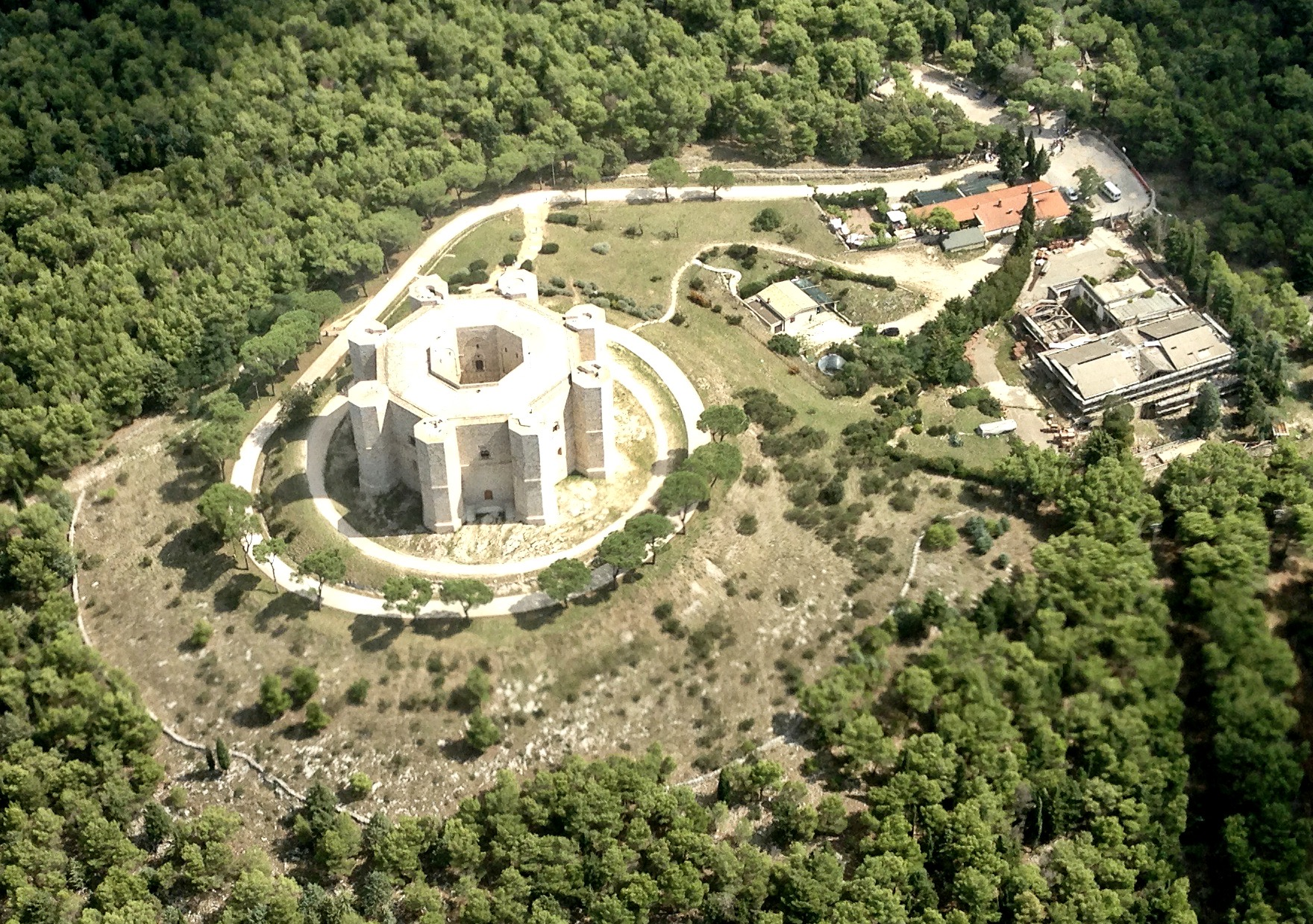

Per quanto adiacenti, i due tipi di volte utilizzate sono completamente indipendenti: nell'intersezione tra le stesse, infatti, si può notare come l'orditura presenti una discontinuità, provocata da una sfasatura nella composizione delle due coperture contigue. Il piano di imposta della volta è sottolineato da una cornice, ripresa anche nel capitello sopra le colonne portanti. La comunicazione tra il piano inferiore e quello superiore è assicurata dalla presenza, non in tutte le otto torri, delle scale a chiocciola. Le scale si sviluppano secondo un senso antiorario e constano di 44 gradini trapezoidali che si dipartono, ognuno in un unico masso lapideo, da una colonna centrale del diametro di circa 22 centimetri. Il piano superiore, per quanto ricalchi la struttura del piano inferiore, si presenta più raffinato e curato: i costoloni che sorreggono le volte sono più slanciati, ed ogni sala è vivacemente illuminata dalla presenza delle finestre bifore o, in un caso (il lato che guarda verso Andria), trifora.
Queste finestre erano divise da eleganti colonnette che l'architetto Luigi Vanvitelli pensò di adoperare per "qualche giocosa fonte circondata da porticato gotico in uno dei boschetti del giardino della Reggia di Caserta". La particolarità di queste finestre è la presenza di gradini e di sedili che le fiancheggiano. Lungo le pareti di ogni sala corre un sedile al di sotto della base delle colonne. Degno di particolare attenzione, all'interno del castello è il marchingegno di manovra dell'antica saracinesca di chiusura del portale principale, visibile con tutti i cavedi necessari, all'interno della muratura portante, per lo scorrimento delle catene che lo sostenevano. Come già detto, il castello è composto da otto torri, in cima a cinque di esse vi erano delle cisterne, mentre le restanti tre torri servivano ad ospitare falconieri e soldati.

### Esterno

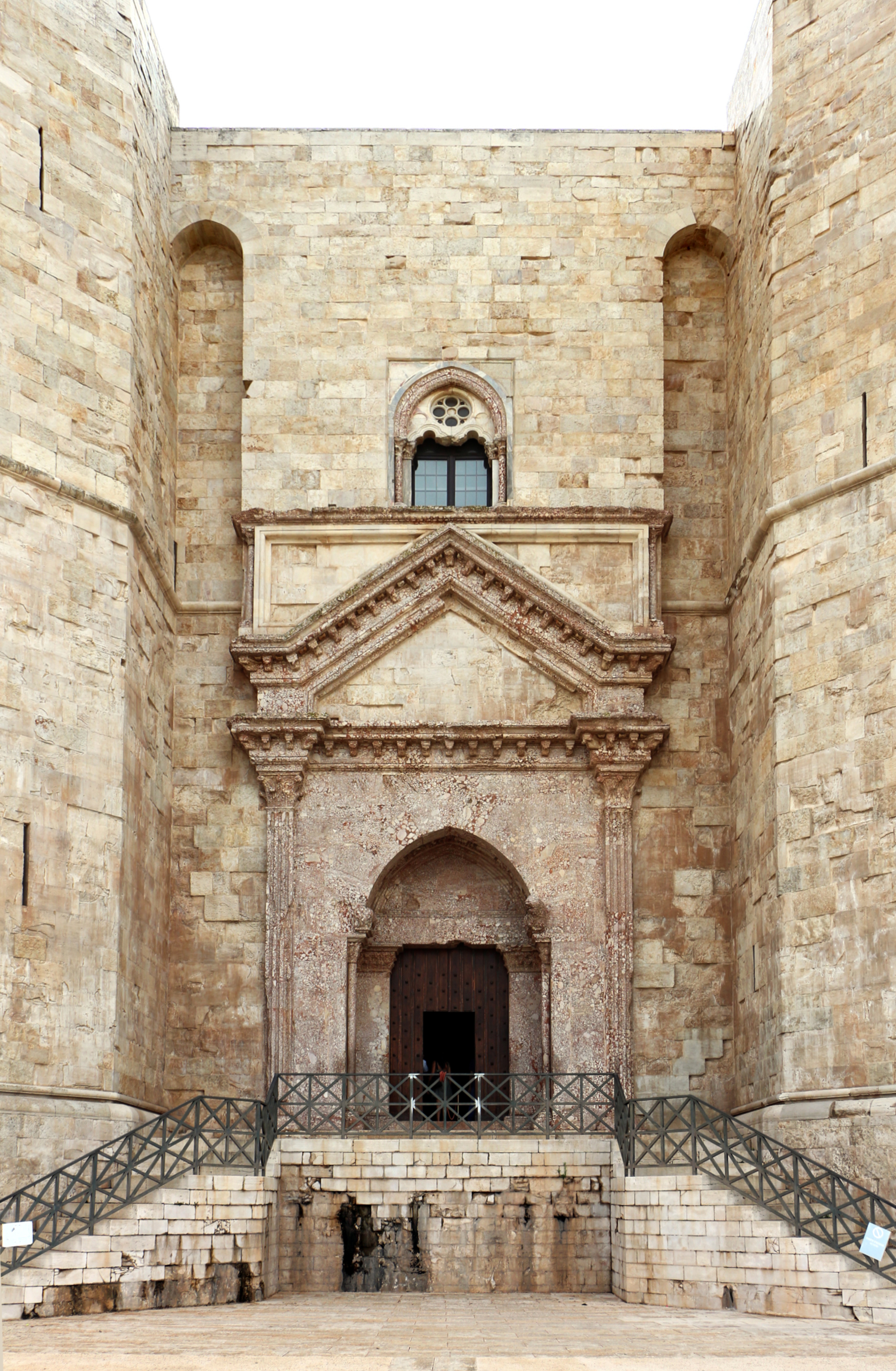
Entrata

Il portale di ingresso principale si apre sulla parete della struttura ottagonale orientata approssimativamente ad est, vale a dire di fronte al punto in cui sorge il sole in coincidenza degli equinozi di primavera e d'autunno. Ad esso si accede attraverso due rampe di scale simmetriche, disposte "a tenaglia" ai lati dell'ingresso, ricostruite nel 1928. A differenza del semplice ingresso secondario dalla parte opposta, orientata a ponente dell'edificio (costituito da un semplice portale ad arco a sesto acuto), l'ingresso principale è decorato con due colonne scanalate che sorreggono un finto architrave su cui si imposta un frontone di forma cuspidale.
Ogni parete presenta due finestre: una monofora in corrispondenza del primo piano e una bifora per il secondo piano, non sempre in asse tra loro. Da questa regola si discostano le facciate orientale ed occidentale (quelle in cui sono posti i due portali) che non presentano la monofora, e la facciata settentrionale, che presenta una trifora (dal lato che guarda verso Andria) per il secondo piano. Ulteriori feritoie sono presenti sulle torri, per dare luce alle scale a chiocciola interne. 
Dal punto di vista strutturale le mura tra le torri si ergono direttamente dal terreno, mentre le torri presentano uno zoccolo, messo in risalto nella parte superiore da una cornice in stile gotico. Ad ulteriore prova della perfezione strutturale dell'edificio si può notare come le tangenti ai lati del cortile interno si incontrano precisamente al centro delle torri ottagonali.

### Cortile interno

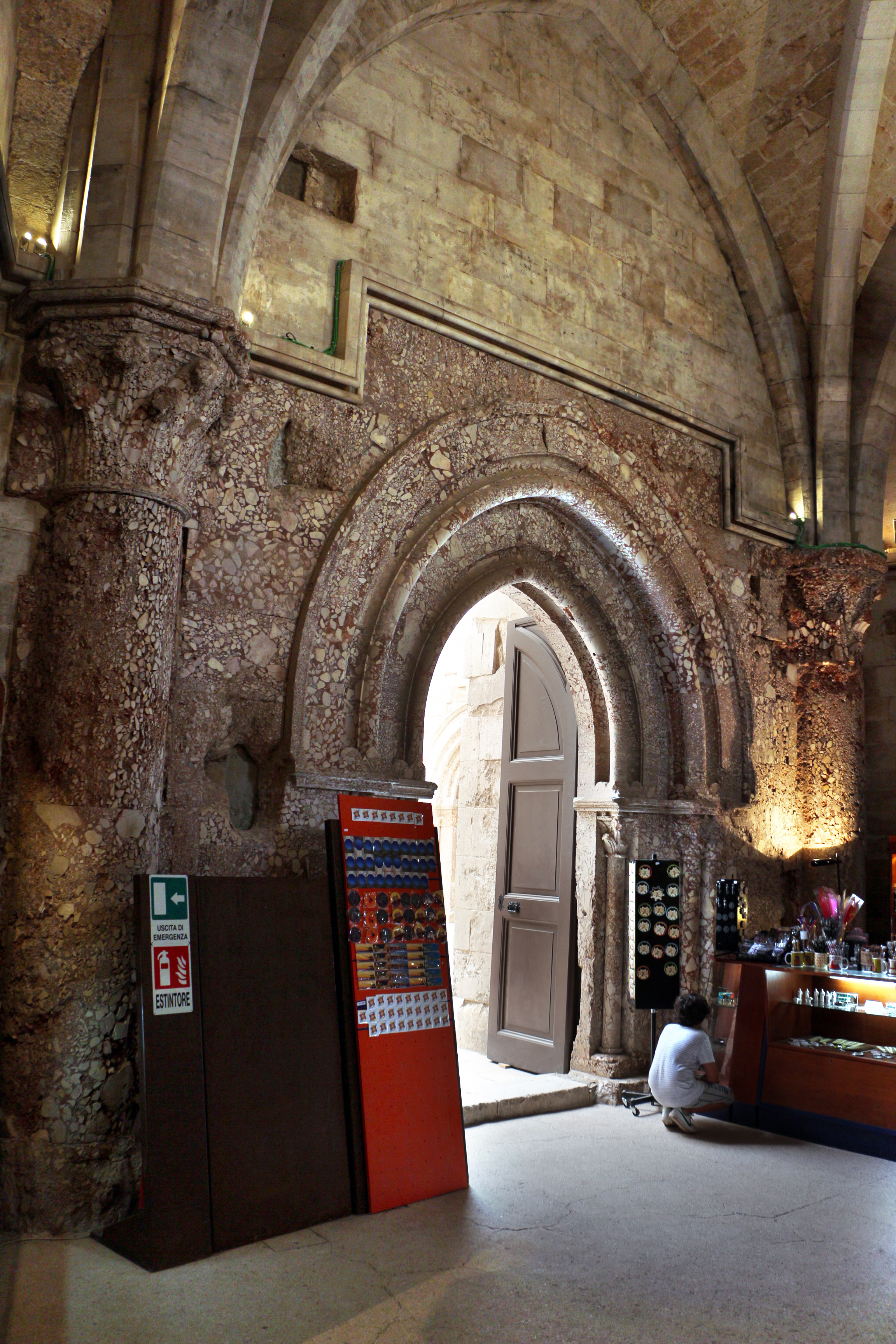
Accesso al cortile

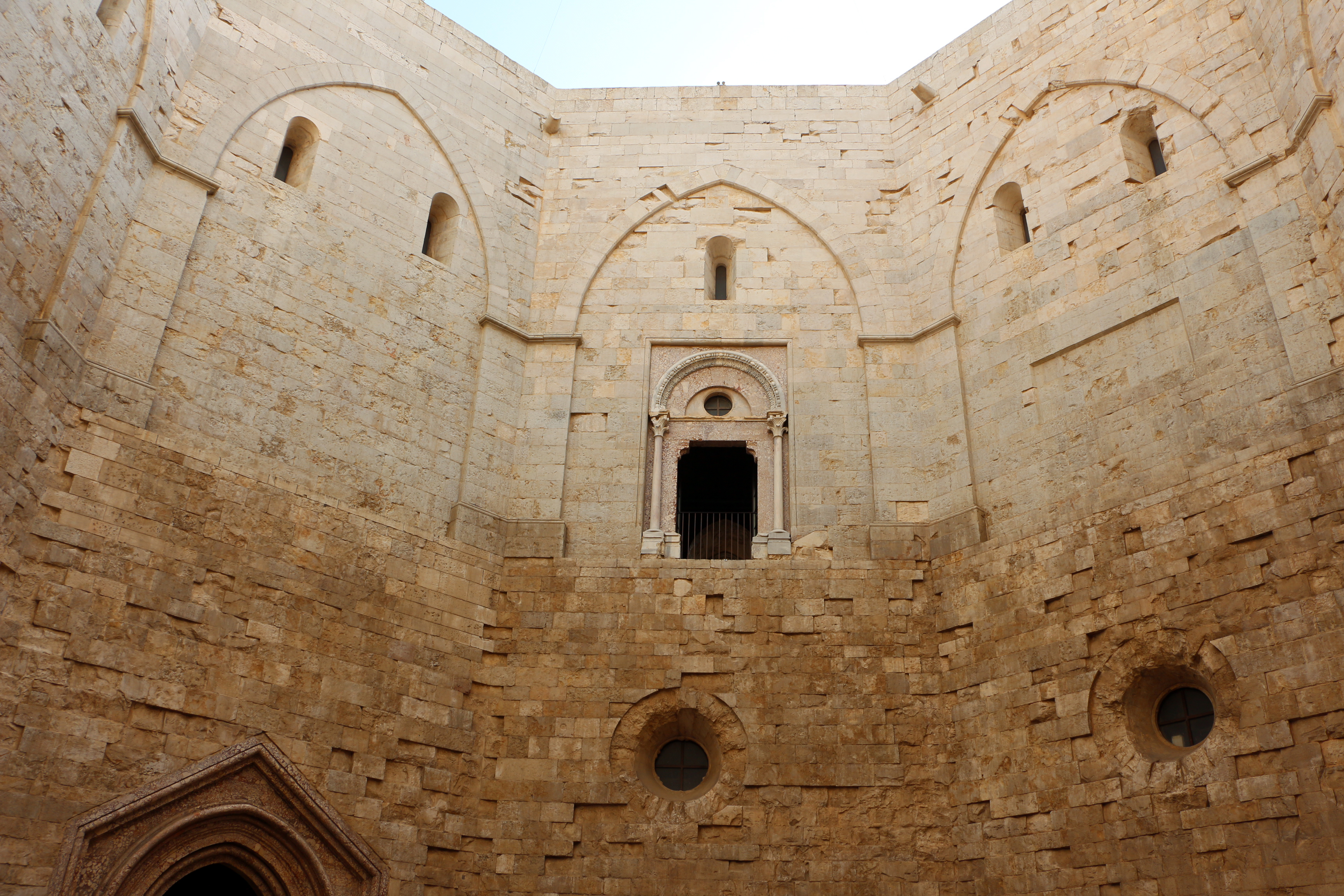
Vista del cortile interno

Nel cortile interno la compattezza delle mura è attenuata solo dalla presenza di tre ingressi nella parte inferiore e tre "porte finestre" nella parte superiore. La sensazione all'interno del cortile è che tutto il primo piano funga da zoccolo per il piano superiore, alleggerito dalla presenza di archi ciechi.
In alcuni resoconti scritti esistono indicazioni circa l'esistenza di una vasca, o fontana, al centro di questo cortile, secondo alcuni anch'essa ottagonale e costituita da un unico blocco di marmo (come descritto dal Troyli nel 1743), poi distrutta. Le poche testimonianze, d'altra parte, appaiono imprecise e contraddittorie.
Al di sotto del piano di calpestìo del cortile è presente una grande cisterna per la raccolta delle acque piovane, aspetto tenuto in gran conto in questo edificio tanto che erano presenti altre cinque cisterne di raccolta all'interno delle torri; quella al di sotto del cortile interno è l'unica rimasta funzionante. Le alte pareti da cui è formato il cortile interno danno l'idea di trovarsi all'interno di un pozzo, che nella simbologia medioevale rappresentava la conoscenza.

### Decorazione

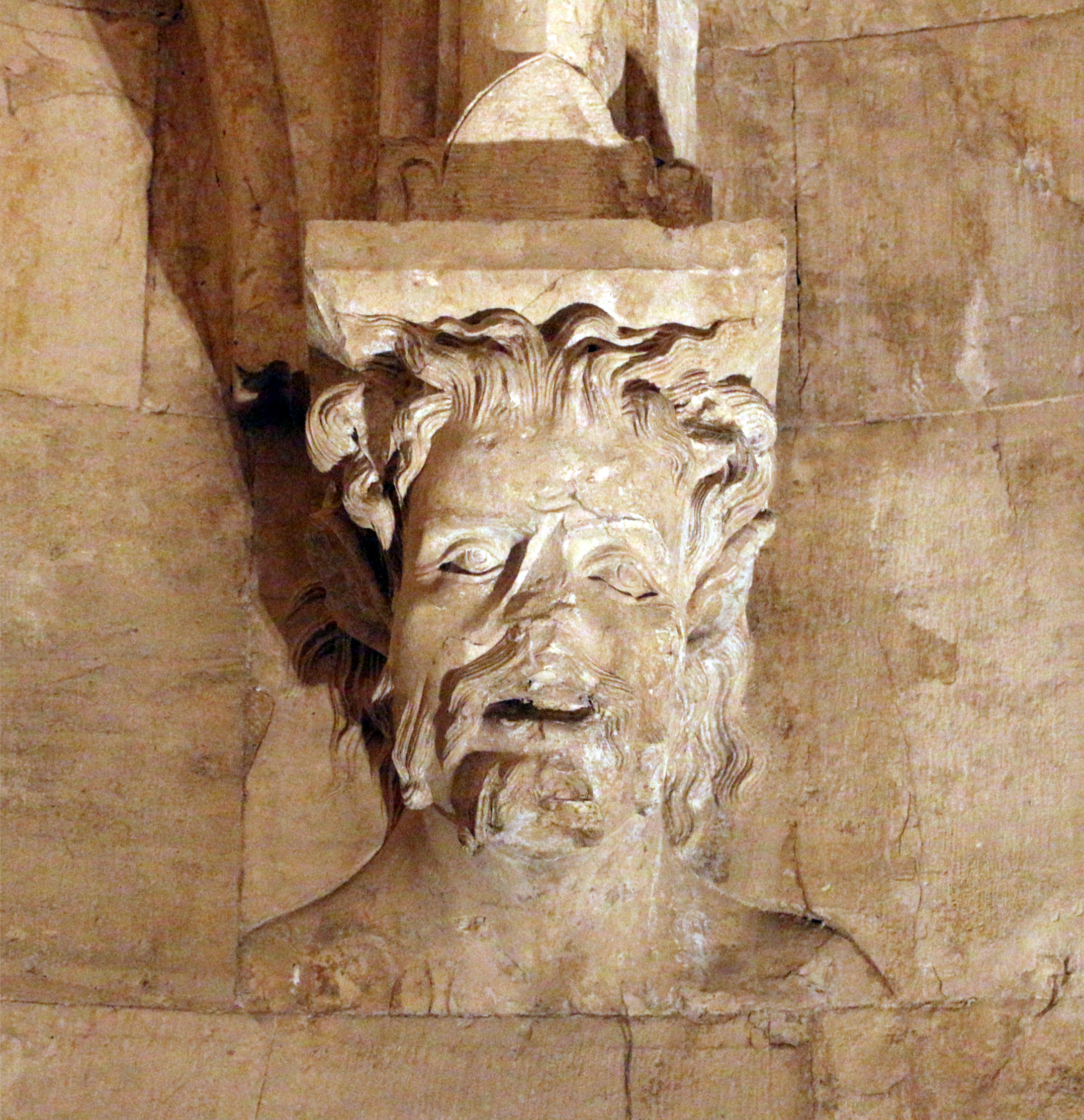
Capitello con mascherone

La decorazione dell'edificio, in origine assai ricca ma oggi quasi del tutto scomparsa, si segnala per le chiavi di volta dei costoloni, decorate con creature mitologiche e motivi vegetali, caratteristici del realismo della tarda scultura sveva, di ispirazione romaneggiante (come il Busto di Barletta). Architettura e scultura tradiscono influenze dell'edilizia francese e di quella cistercense.

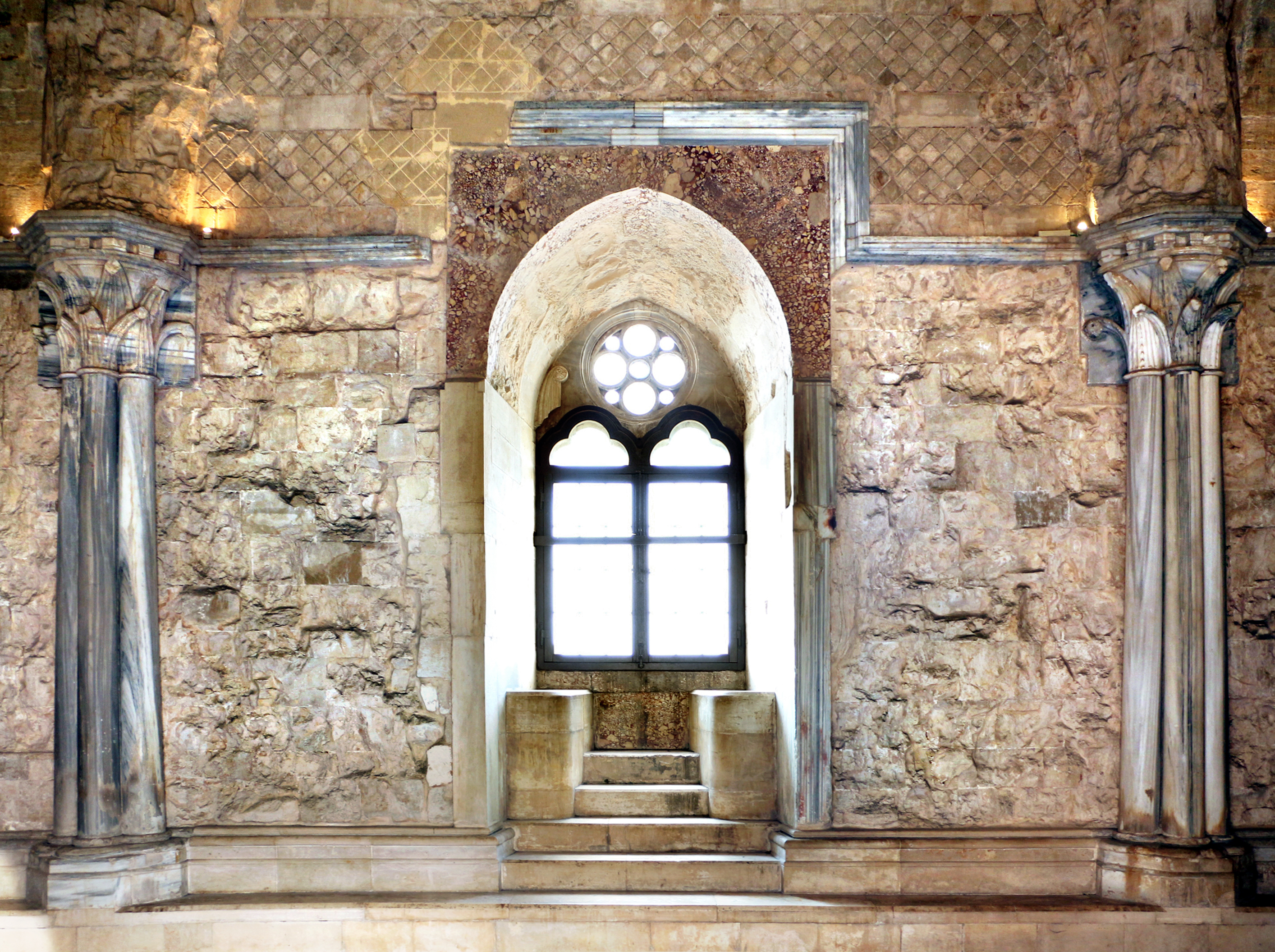
Interno

Ricche cornici in porfido decorano le porte.
La struttura è composta principalmente da tre diversi materiali, la cui disposizione non è casuale ma è studiata per l'effetto cromatico che ha nell'osservatore:
- la pietra calcarea è il materiale preponderante, dal momento che di questo materiale sono composte tutte le strutture architettoniche e alcuni elementi decorativi. Tale materiale dona alla costruzione una colorazione che va dal bianco al rosato, a seconda del periodo del giorno in cui si osserva l'edificio;
- il marmo bianco o con leggere venature, oggi presente solo in rare decorazioni nelle sale, doveva rappresentare in passato il materiale di cui era costituito tutto l'arredo e le decorazioni dell'edificio;
- la breccia corallina, che dona un'importante nota di colore alla struttura. In passato l'effetto della breccia corallina doveva essere più marcato, dal momento che tutti gli ambienti erano rivestiti di lastre di questo materiale.

## Ipotesi sulla funzione dell'edificio

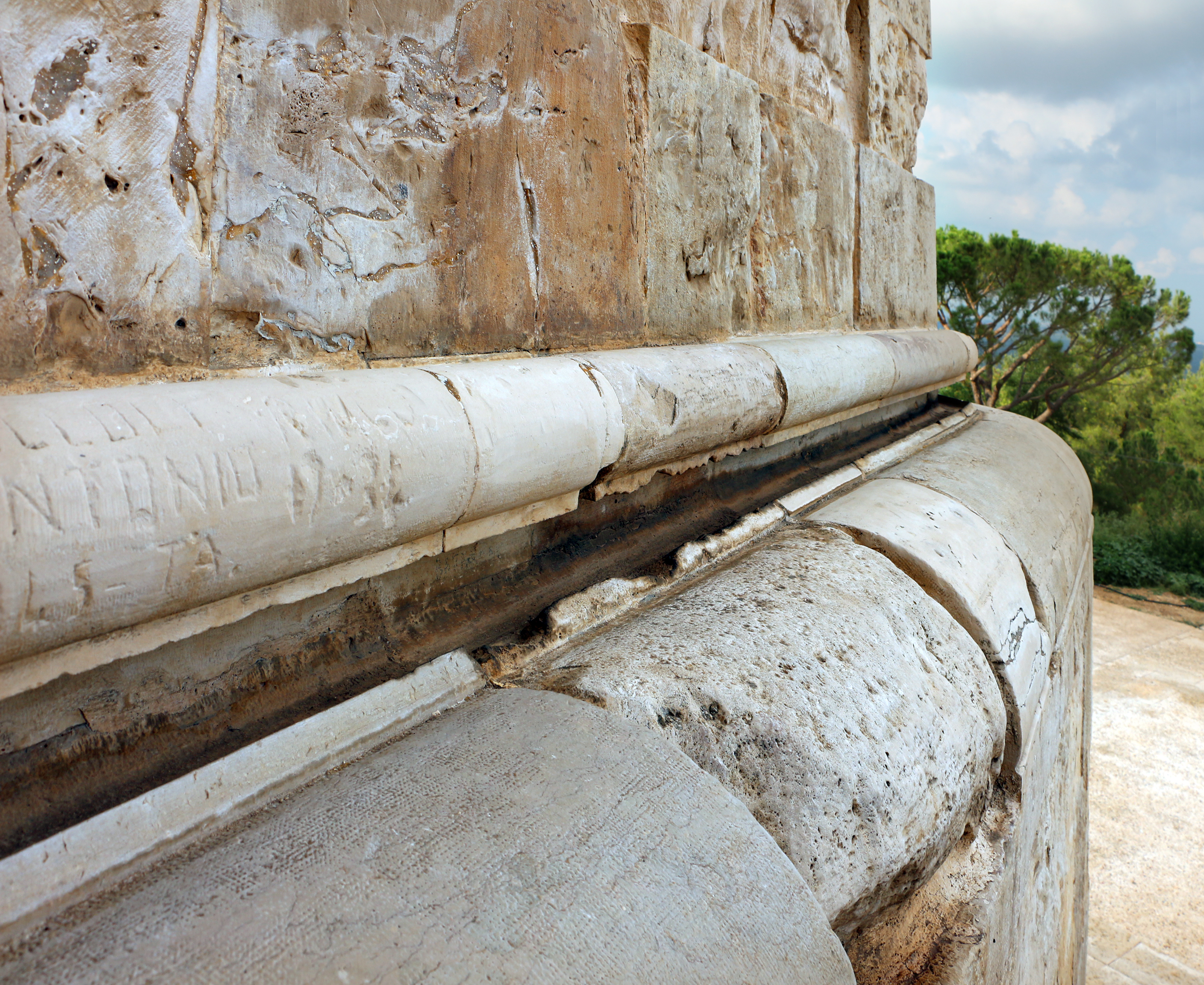
Modanatura perimetrale esterna per la raccolta delle acque piovane, secondo la recente ipotesi sulla funzione dell'edificio di Giuseppe Fallacara e U. Occhinegro

Si sono susseguite nel tempo diverse ipotesi circa un utilizzo alternativo o una finalità completamente diversa da quella di castello per Castel del Monte. A causa dei forti simbolismi di cui è intrisa, è stato ipotizzato che la costruzione potesse essere una sorta di tempio, o forse una sorta di tempio del sapere, in cui dedicarsi indisturbati allo studio delle scienze. In ogni caso si rivela come un'opera architettonica grandiosa, sintesi di raffinate conoscenze matematiche, geometriche ed astronomiche.

Un centesimo di euro raffigurante il castello

Alcune lievi asimmetrie nella disposizione delle residue decorazioni e delle porte interne, quando non dovute a spoliazioni o alterazioni, hanno suggerito ad alcuni studiosi l'idea che il castello e le sue sale, pur geometricamente perfette, fossero stati progettati per essere fruiti attraverso una sorta di "percorso" obbligato, probabilmente legato a criteri astronomici. Per spiegare la totale mancanza di corridoi si è inoltre ipotizzato che al livello del primo piano vi fosse un tempo un ballatoio in legno, oggi scomparso, dal lato prospiciente il cortile interno, che avrebbe consentito l'accesso indipendente alle singole sale.
Una recente ipotesi di Giuseppe Fallacara e Umberto Occhinegro assegnerebbe alla costruzione la funzione di centro benessere, atto alla rigenerazione e alla cura del corpo, su modello dell'hammam arabo. Diversi sono gli elementi della costruzione che porterebbero in tale direzione: i molteplici e ingegnosi sistemi di canalizzazione e raccolta dell'acqua, le numerose cisterne per la conservazione, la presenza delle più antiche stanze da bagno della storia, la particolare conformazione dell'intero complesso, il percorso interno obbligato e la forma ottagonale.
A causa della sua forma ottagonale, con altrettanti ottagoni posti in corrispondenza dei vertici della pianta centrale, è possibile supporre che l'edificio fosse costruito per richiamare la forma di una corona; ciò spiegherebbe la funzione di Castel del Monte, ovvero un'ulteriore affermazione del potere imperiale, un monumento. L'edificio è nato univoco nel suo complesso nel XIII secolo, ciò non di meno non si possono non intravedere alcuni aggiornamenti quattrocenteschi ad opera probabilmente di Francesco Del Balzo in occasione della visita di Ferrante II d'Aragona. La costruzione è stata spesso oggetto di interpretazioni "esoteriche" spesso non condivise dagli storici .ccademici

## Motivi simbolici

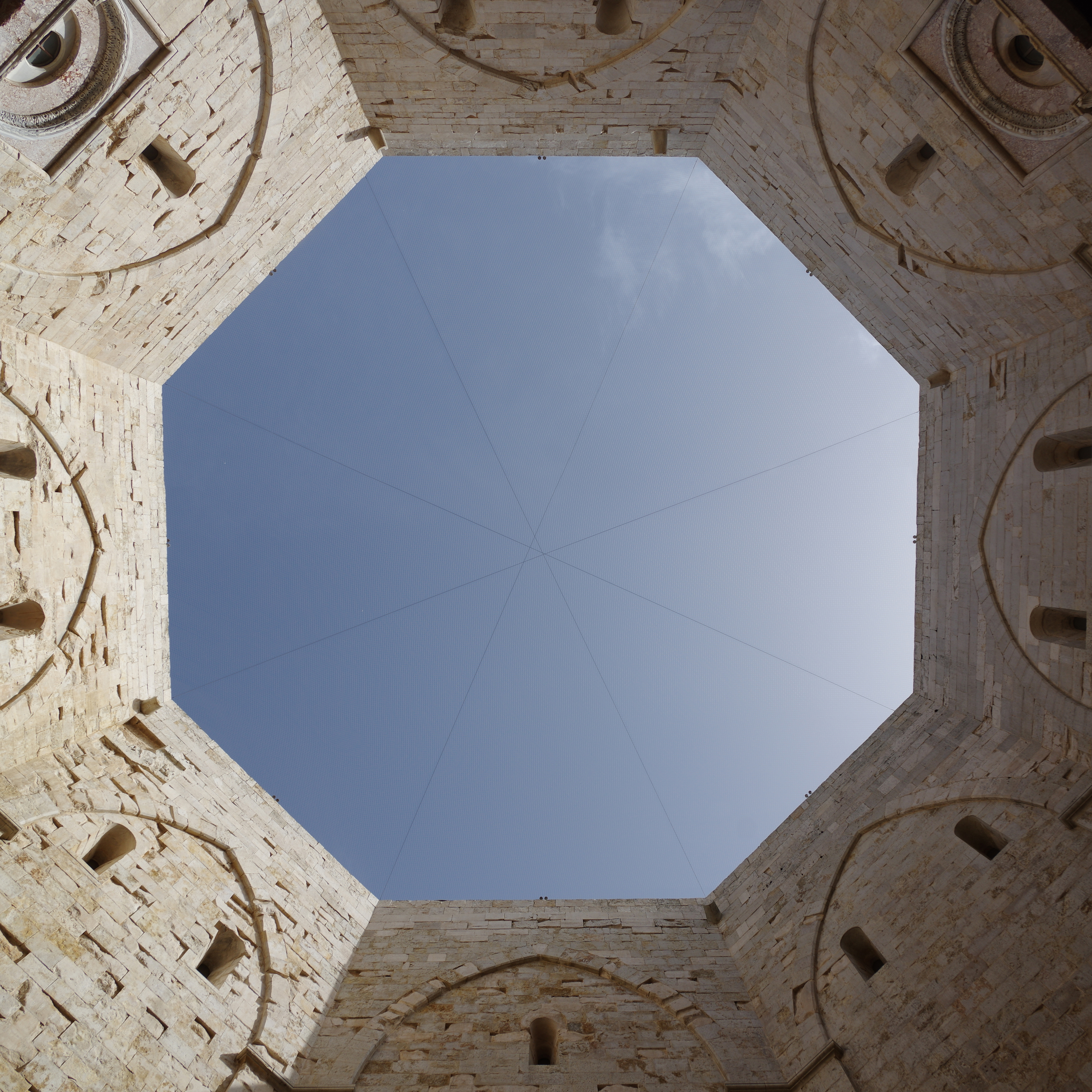
Vista dal centro della corte interna

L'edificio, oltre a essere un esempio di costruzione precisa, è carico di simbolismi che hanno appassionato numerosi studiosi. L'ottagono irregolare su cui è basata la pianta del complesso e dei suoi elementi è una forma geometrica simbolica: si tratta della figura intermedia tra il quadrato, simbolo della terra, e il cerchio, che rappresenta l'infinità del cielo; quindi segnerebbe il passaggio dell'uno all'altro. La scelta dell'ottagono potrebbe derivare, secondo alcuni, dalla Cupola della Roccia a Gerusalemme, che Federico II aveva visto durante la sesta crociata, o dalla Cappella Palatina di Aquisgrana.
L'intera costruzione sarebbe intrisa di forti simboli astrologici e la sua posizione sarebbe stata studiata in modo che nei giorni di solstizio ed equinozio le ombre gettate dalle pareti abbiano una particolare direzione. A mezzogiorno dell'equinozio di autunno, ad esempio, le ombre delle mura raggiungerebbero perfettamente la lunghezza del cortile interno, ed esattamente un mese dopo coprono anche l'intera lunghezza delle stanze. Due volte l'anno (l'8 aprile e l'8 ottobre, ed ottobre in quel tempo era considerato l'ottavo mese dell'anno), inoltre, un raggio di sole entrerebbe dalla finestra nella parete sudorientale e, attraversando la finestra che si rivolge al cortile interno, illuminerebbe una porzione di muro dove prima era scolpito un bassorilievo.

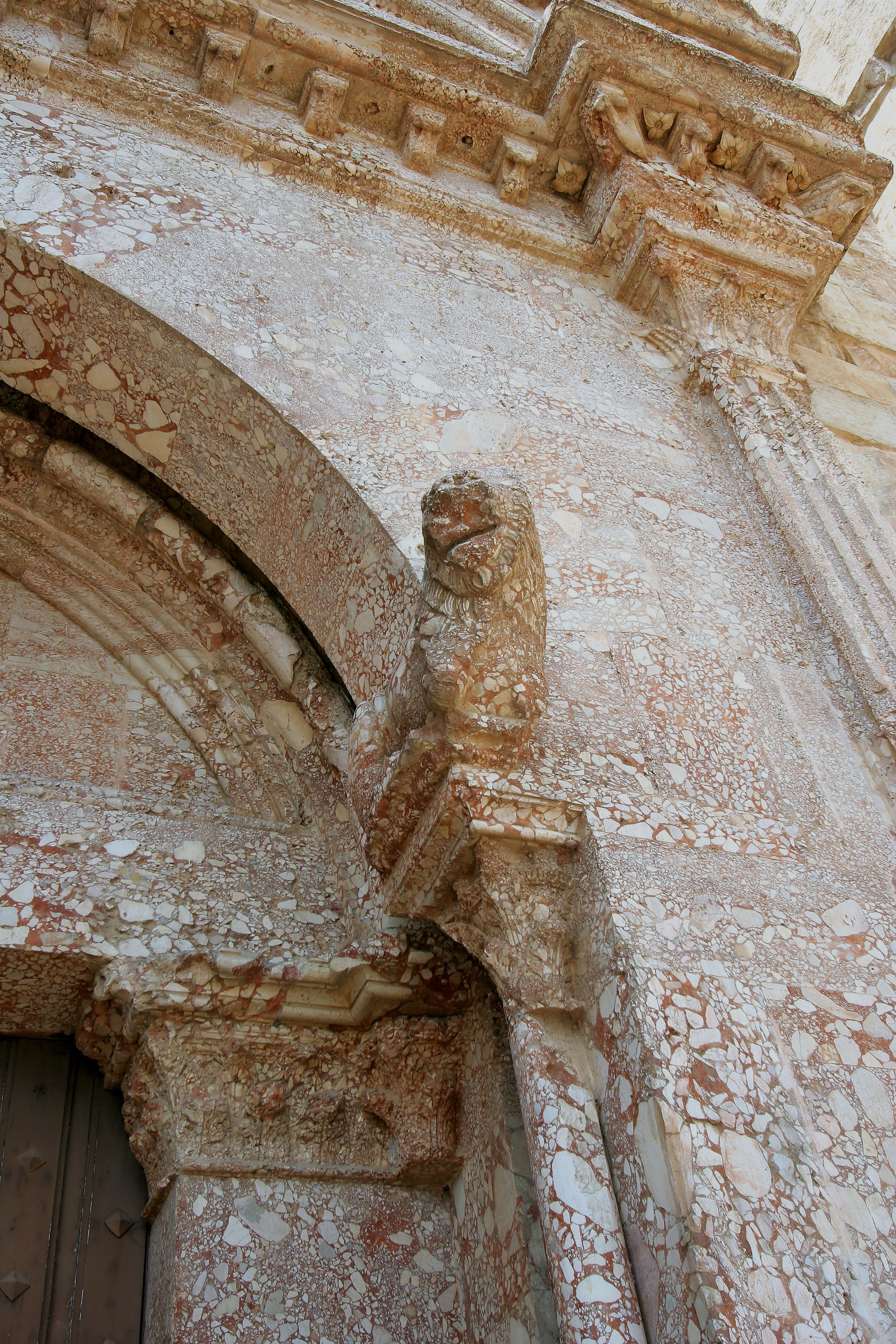
Uno dei due leoni che fiancheggiano il portale di ingresso

Sulle due colonne che fiancheggiano il portale di ingresso sono accovacciati due leoni, quello di destra che guarda verso sinistra e viceversa, rivolti verso i punti dell'orizzonte in cui il sole sorge nei due solstizi d'estate e d'inverno.
Alle cinque cisterne d'acqua presenti sotto le torri, si collegherebbero idealmente cinque camini all'interno. Alcuni hanno posto in relazione questa presenza con le parole del Vangelo secondo Luca: «Oggi io vi battezzo con l'acqua, ma verrà chi vi battezzerà col fuoco», accreditando così l'ipotesi che la costruzione fosse adibita ad una sorta di tempio. È stato poi notato come l'edificio, visto da lontano, appaia molto simile ad una corona e, in particolare, quella con cui fu incoronato Federico II stesso (anch'essa ottagonale). Volendo idealmente tagliare il portale di ingresso all'edificio con una linea verticale passante per il suo asse, sarebbe possibile vedere una grande F, iniziale del sovrano che la volle e che forse lasciò così la sua impronta e la sua firma. La disposizione delle scale, inoltre, sarebbe stata studiata affinché chiunque esca non possa mai dare le spalle all'edificio o all'iniziale dell'uomo che lo fece costruire.

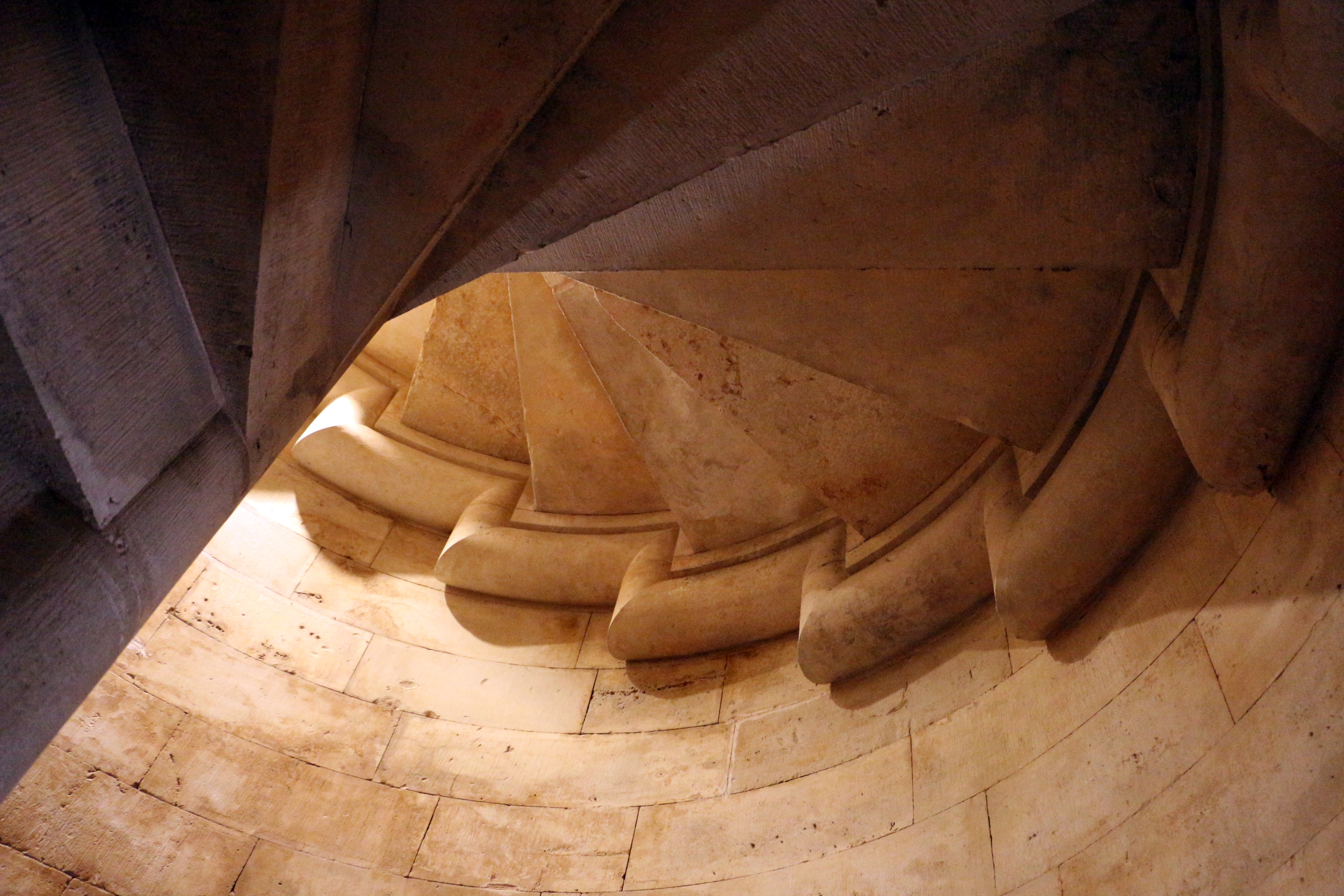
Modanatura nelle scale a chiocciola

Il numero otto ricorre in vari elementi di questa costruzione: la forma ottagonale della costruzione, del cortile interno e delle otto torri ai vertici, le otto stanze interne, la vasca interna che doveva essere ottagonale, otto fiori quadrifogli sulla cornice sinistra sul portale di ingresso, altri otto sulla cornice inferiore, otto foglie sui capitelli delle colonne nelle stanze, otto foglie sulla chiave di volta, otto foglie di vite sulla chiave di volta della prima sala del piano terra, otto foglie di girasole sulla chiave di volta di un'altra sala, otto foglie ed otto petali su quella della quinta sala, otto foglie di acanto sulla chiave di volta dell'ottava sala, otto foglie di fico sulla chiave di volta dell'ottava sala al piano superiore.
L'unica trifora della costruzione è rivolta verso la città di Andria. L'ubicazione dell'edificio sarebbe stata determinata da motivi astronomici: alla latitudine in cui sorge Castel del Monte (N 41° e 5'), nei giorni equinoziali il sole, un'ora prima di mezzogiorno, ha rispetto alla linea meridiana un'apertura angolare di 22° e 30'. Uguale apertura ha ovviamente un'ora dopo. Sommando questi due valori si ottiene un angolo di 45 gradi che, aperto al centro della circonferenza, sottende una corda: il lato di un ottagono regolare inscritto nella circonferenza stessa.

## Utilizzo dell'immagine di Castel del Monte

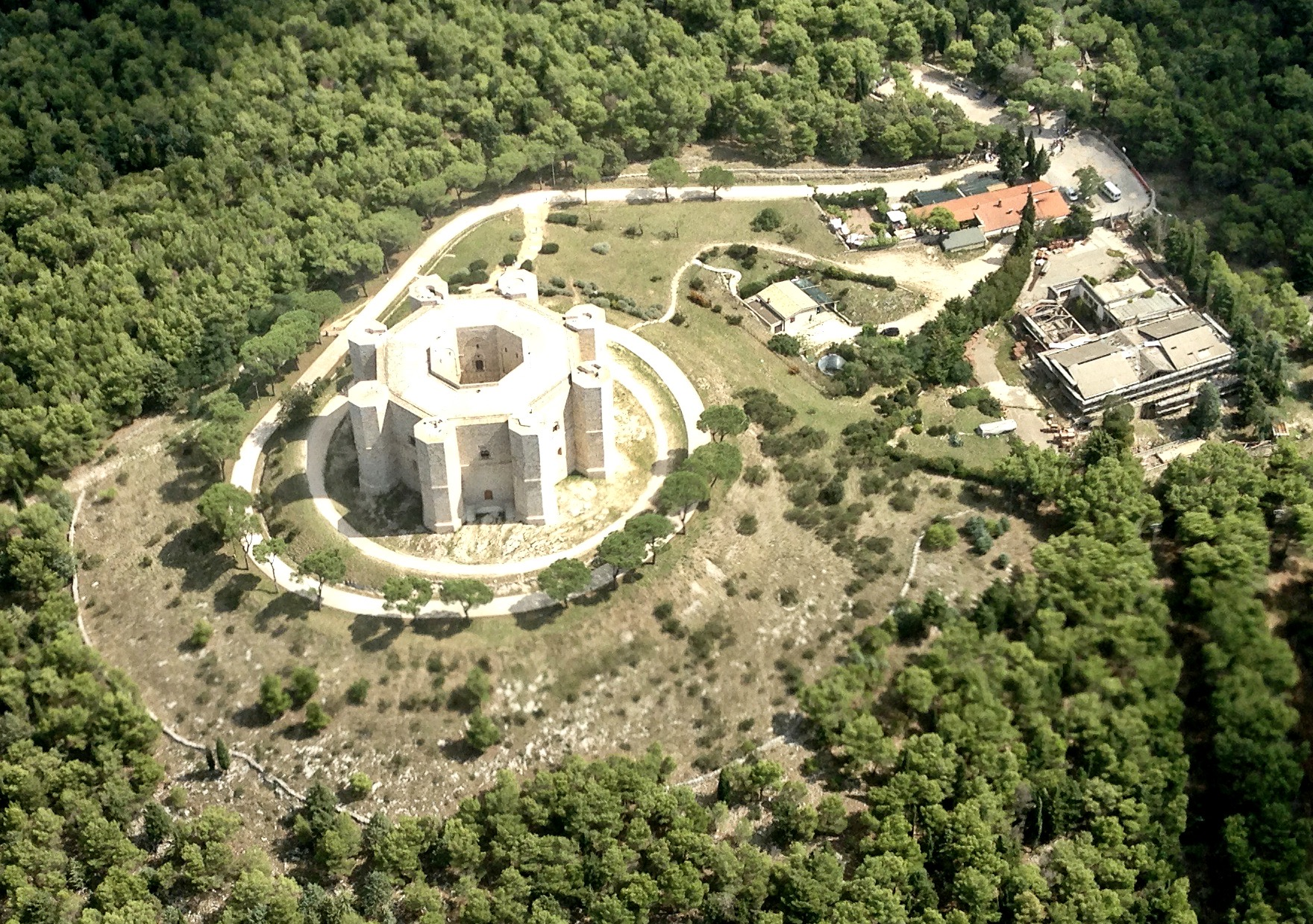
Veduta aerea di Castel del Monte

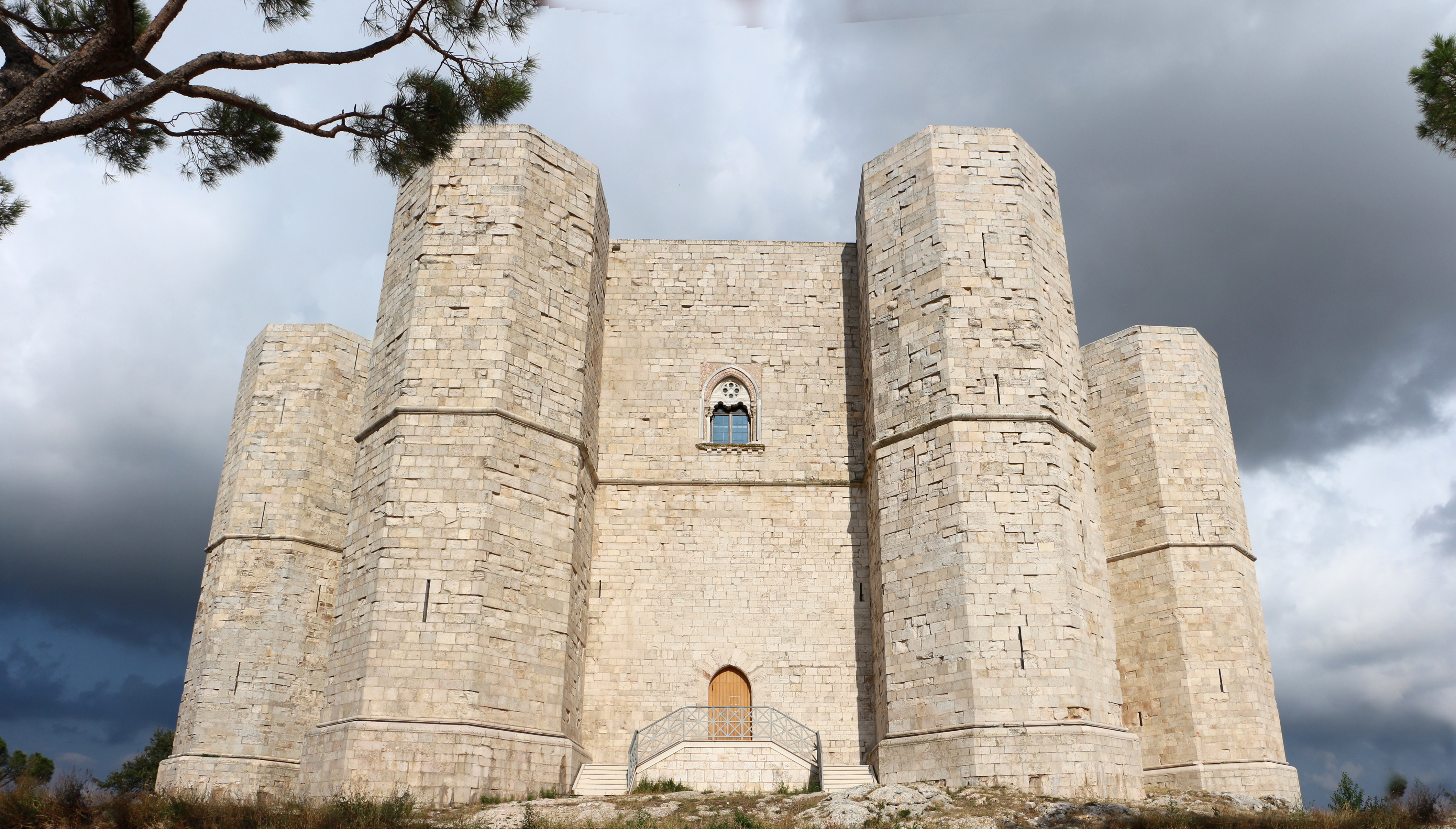
Veduta posteriore del castello

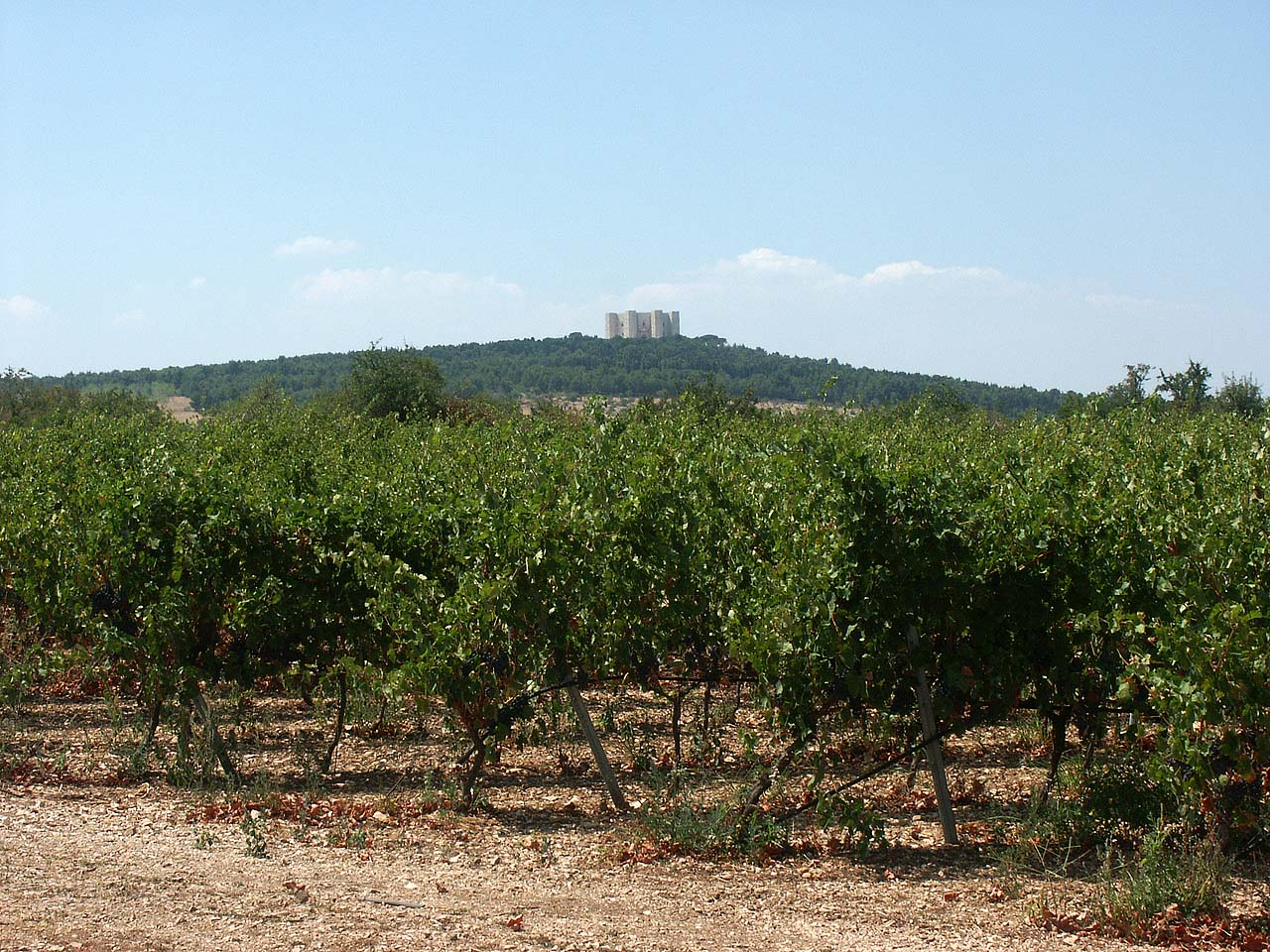
Il castello domina il paesaggio circostante

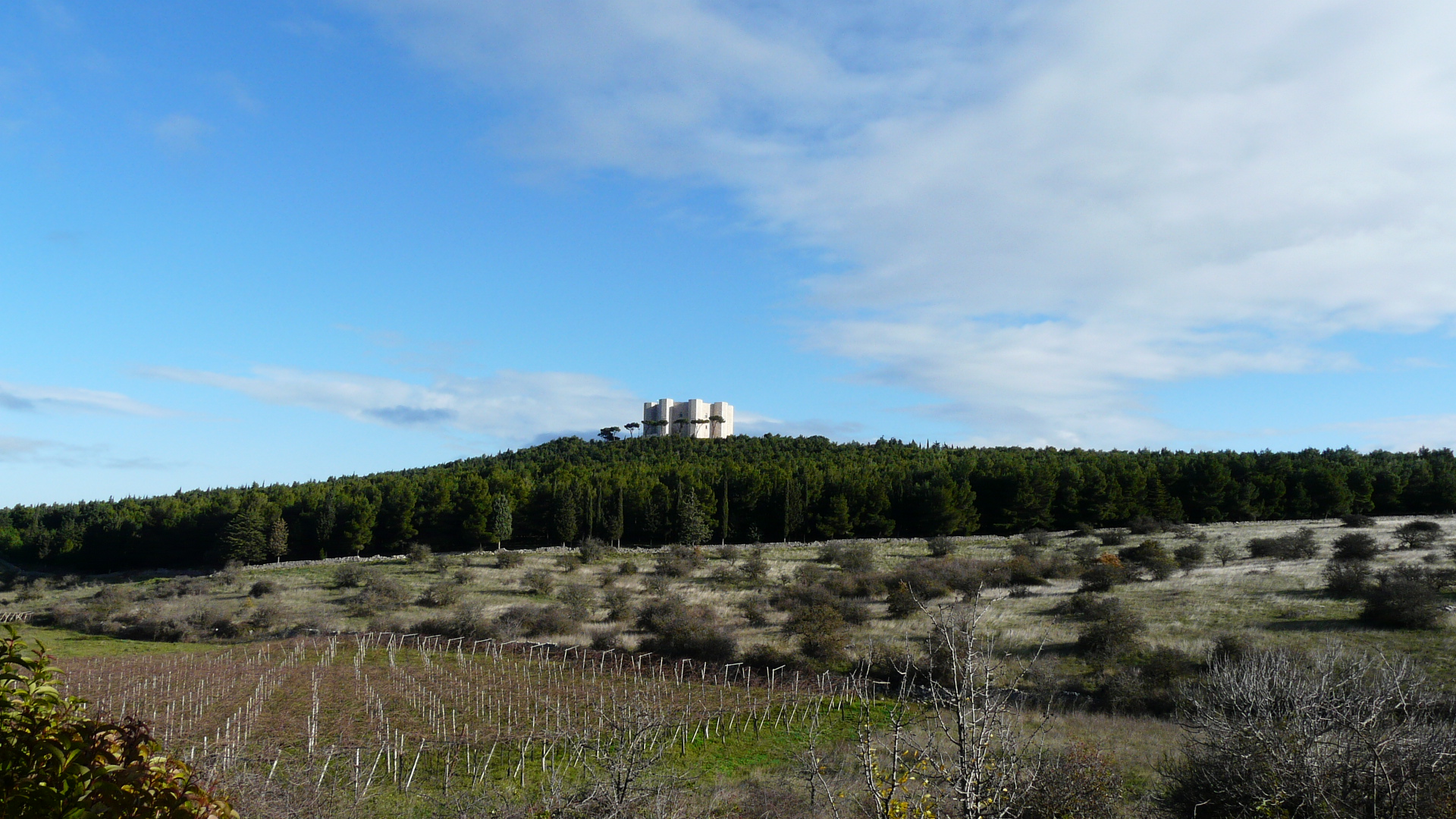
Murge in territorio di Andria e Castel del Monte

Il 2 maggio 1977 è stato emesso un francobollo da 200 lire che ne riporta una veduta prospettica. Il 22 settembre 1980 ne è stato emesso un altro per la serie ordinaria del valore di 20 lire. Nel 1998 la sagoma di Castel del Monte viene scelta per la moneta metallica da 1 centesimo di euro coniata nello Stato italiano.
La forma ricorrente dell'ottagono nella pianta del castello è presente nella bandiera della Regione Puglia, nello stemma del Politecnico di Bari e in numerosi altri loghi di entità della regione, tra i quali quello di BancApulia. La struttura della biblioteca del convento in cui è ambientato il romanzo di Umberto Eco Il nome della rosa e in seguito il film omonimo del 1986 di Jean-Jacques Annaud è chiaramente ispirata a Castel del Monte.
Nel gioco online Forge of Empires Castel del Monte è un grande edificio del basso medioevo. Fornisce ai giocatori punti forge e bonus d'attacco. Nel film Il racconto dei racconti - Tale of Tales del 2015, le scene ambientate nella immaginaria reggia di Altomonte sono state girate a Castel del Monte. Nel 2016, il Castel del Monte è stato usato come location per il film Wonder Woman, usandolo per ricreare la fortezza sull'isola di Themyscira.
Nella quarta stagione di Celebrity Hunted: Caccia all'uomo il Castel del Monte è stato usato come punto di estrazione. Le due coppie di fuggitivi rimanenti, Cecilia Rodríguez e Belén Rodríguez, Brenda Lodigiani e Herbert Ballerina, hanno dovuto raggiungere il castello per concludere il gioco.